# 本多康将
本多 康将（ほんだ やすまさ）は、江戸時代前期の大名。近江国膳所藩3代藩主。康俊系本多家宗家3代。官位は従五位下・兵部少輔。

## 生涯
元和8年（1622年）、三河西尾藩主・本多俊次の次男として西尾で生まれる。万治元年（1658年）に兄の康長が早世したため、万治2年（1659年）12月15日に世子に指名され、12月28日に従五位下・兵部少輔に叙位・任官される。寛文4年（1664年）9月12日、父の隠居により家督を継いで第3代藩主となった。
延宝3年（1675年）に隠居を江戸幕府に願い出たが、許されなかった。延宝7年（1679年）6月18日、家督を甥で養子の康慶に家督を譲って隠居する。元禄4年（1691年）1月7日、膳所で死去した。享年70。
『土芥寇讎記』の養子の康慶の項目に拠れば、「養父（康将）は美女を集めて酒宴・乱舞・三味線・琴を催し、淫乱に溺れ昼夜を分けず、弊をなし奢り極め」ているとされ、またその費用を領民に課した為「下の困窮を知らず」と述されている。また同書では「三代（俊次か？-康将-康慶）並びて愚将たる事、前代未聞なり」とされている。

## 系譜
父母
- 本多俊次（父）
- 立花宗茂の養女、小田部統房の養女（母）

子女
- 本多忠恒（次男）
- 松平重栄正室のち甘露寺方長室
- 松平忠継正室
- 本多康慶正室

養子
- 本多康慶 ー 本多康長の子